# (500036) 2011 SZ110
(500036) 2011 SZ110 es un asteroide perteneciente al cinturón de asteroides, descubierto el 9 de junio de 2011 por el equipo del Pan-STARRS desde el Observatorio de Haleakala, Hawái, Estados Unidos.

## Designación y nombre
Designado provisionalmente como 2011 SZ110.

## Características orbitales
2011 SZ110 está situado a una distancia media del Sol de 3,111 ua, pudiendo alejarse hasta 3,611 ua y acercarse hasta 2,610 ua. Su excentricidad es 0,160 y la inclinación orbital 9,547 grados. Emplea 2004,30 días en completar una órbita alrededor del Sol.
Los próximos acercamientos a la órbita de Júpiter se producirán el 16 de marzo de 2074, el 4 de mayo de 2084 y el 4 de noviembre de 2145, entre otros.

## Características físicas
La magnitud absoluta de 2011 SZ110 es 16.